# Abla-Abrucena
Abla-Abrucena és una estació de ferrocarril al municipi espanyol d'Abla, encara que dona servei al municipi d'Abrucena, situats ambdós a la província d'Almeria. Actualment no té servei de viatgers, encara pot ser utilitzada com a apartador per a efectuar encreuaments entre trens de viatgers i de mercaderies. L'estació es troba al punt quilomètric 187,4 de la línia fèrria d'ample ibèric Linares Baeza-Almeria, a 911 metres d'altitud, entre les estacions de Fiñana i Doña María-Ocaña. El tram és de via única i està electrificat.

## Història
L'estació va entrar en servei el 1895 amb l'obertura del tram Guadix-Almeria de la línia fèrria que volia unir Linares amb Almeria. La construcció del traçat no es completaria fins al 1904 a causa de les dificultats trobades a alguns trams. La seva construcció va córrer a càrrec de la Companyia dels Camins de Ferro del Sud d'Espanya, que va mantenir la seva titularitat fins a 1929, quan va passar a ser controlada per la Compañía de los Ferrocarriles Andaluces. La companyia d'«Andaluces», com així se'l coneixia popularment ja feia anys que explotava la línia després de ser-li arrendada la mateixa el 1916. Un lloguer no gaire avantatjós i que es va acabar tancant amb l'annexió de la companyia. El 1936, durant la Segona República, «Andaluces» va ser confiscada a causa dels seus problemes econòmics i es va assignar a la Companyia Nacional dels Ferrocarrils de l'Oest la gestió de les línies que «Andalusos» explotava.
El 1941, després la nacionalització dels ferrocarrils d'ample ibèric, les instal·lacions van passar a formar part de RENFE.
Des de l'1 de gener de 2005, Renfe Operadora explota la línia mentre que Adif és la titular de les instal·lacions ferroviàries.
El 2019 es pressupostà la construcció d'un gabinet de circulació tipus C en aquesta estació.
L'estació va entrar en servei el 1895 amb l'obertura del tram Guadix-Almeria de la línia fèrria que pretenia unir Linares amb Almeria. La construcció del traçat no es completaria fins al 1904 a causa de les dificultats trobades en alguns trams. per la Companyia dels Ferrocarrils Andalusos. La companyia d'«Andaluces», com així se'l coneixia popularment ja feia anys que explotava la línia després de ser-li arrendada la mateixa el 1916.3 Un lloguer no gaire avantatjós i que es va acabar tancant amb l'annexió de la companyia. El 1936, durant la Segona República, «Andaluces» va ser confiscada a causa dels seus problemes econòmics i es va assignar a la Compañía Nacional de los Ferrocarriles del Oeste la gestió de les línies que «Andalusos» explotava.
El 1941, després de la nacionalització dels ferrocarrils d'amplada ibèrica, les instal·lacions van passar a formar part de la recent creada RENFE.
Des de l'1 de gener del 2005 Renfe Operadora explota la línia mentre que Adif és la titular de les instal·lacions ferroviàries.